# Resultados do Carnaval de Ribeirão Preto
Este anexo contém sobre todos os resultados do Carnaval de Ribeirão Preto.

## 2000
| Colocação | Escola                          | Pontos | Ref.  |
| --------- | ------------------------------- | ------ | ----- |
| 1º        | Bambas                          | 192    | [ 1 ] |
| 2º        | Embaixadores dos Campos Elíseos | 188    | [ 1 ] |
| 3º        | Tradição do Ipiranga            | 171    | [ 1 ] |

## 2007
| Colocação | Escola                          | Pontos | Ref.  |
| --------- | ------------------------------- | ------ | ----- |
| 1º        | Tradição do Ipiranga            | 198    | [ 2 ] |
| 2º        | Embaixadores dos Campos Elíseos | 183    | [ 2 ] |
| 3º        | Bambas                          | 175    | [ 2 ] |

## 2008
| Colocação | Escola                          | Pontos | Ref.  |
| --------- | ------------------------------- | ------ | ----- |
| 1º        | Embaixadores dos Campos Elíseos | 196,8  | [ 3 ] |
| 2º        | Tradição do Ipiranga            | 192,7  | [ 3 ] |
| 3º        | Bambas                          | *      | [ 3 ] |

## 2009
| Colocação | Escola                          | Ref.  |
| --------- | ------------------------------- | ----- |
| 1º        | Embaixadores dos Campos Elíseos | [ 4 ] |
| 2º        | Bambas                          | [ 4 ] |
| 3º        | Tradição do Ipiranga            | [ 4 ] |

## 2010
| Grupo Especial  | Grupo Especial                  | Grupo Especial                    | Grupo Especial    |
| Colocação       | Escola                          | Pontos                            | Ref.              |
| --------------- | ------------------------------- | --------------------------------- | ----------------- |
| 1º              | Bambas                          | 198,5                             | [ 5 ] [ 6 ] [ 7 ] |
| 2º              | Embaixadores dos Campos Elíseos | 197                               | [ 5 ] [ 6 ]       |
| 3º              | Falcão de Ouro                  | 185                               | [ 5 ]             |
| 4º              | Tradição do Ipiranga            | 182                               | [ 5 ]             |
| Grupo de Acesso |                                 |                                   |                   |
| Colocação       | Escola                          | Nota                              | Ref.              |
| 1º              | Imperadores do Samba            | *                                 | [ 6 ]             |
| *               | Acadêmicos da Vila Virgínia     | Banida dos desfiles por dez anos. | [ 5 ]             |

## 2011
| Colocação | Escola                          | Pontos | Ref.        |
| --------- | ------------------------------- | ------ | ----------- |
| 1º        | Embaixadores dos Campos Elíseos | 196    | [ 8 ] [ 9 ] |
| 2º        | Bambas                          | 189,5  | [ 8 ]       |
| 3º        | Imperadores do Samba            | 187    | [ 8 ]       |

## 2012
| Colocação | Escola                          | Pontos | Notas                                  | Ref.                 |
| --------- | ------------------------------- | ------ | -------------------------------------- | -------------------- |
| 1º        | Embaixadores dos Campos Elíseos | 197    |                                        | [ 10 ] [ 11 ] [ 12 ] |
| 2º        | Falcão de Ouro                  | 190,7  |                                        | [ 10 ]               |
| 3º        | Imperadores do Samba            | 190,4  |                                        | [ 10 ]               |
| 4º        | Bambas                          | 185,3  |                                        | [ 10 ]               |
| 5º        | Tradição do Ipiranga            | - 22   |                                        | [ 12 ] [ 13 ]        |
| 6º        | X9 Ribeirão Pretana             | *      | Mantida como pleiteante por dois anos. | [ 13 ]               |
| 7º        | Nação Corinthiana               | - 182  | Banida dos desfiles por dez anos.      | [ 13 ]               |

## 2013
| Colocação | Escola                          | Pontos | Ref.   |
| --------- | ------------------------------- | ------ | ------ |
| 1º        | Embaixadores dos Campos Elíseos | 199,2  | [ 14 ] |
| 2º        | Imperadores do Samba            | 195,4  | [ 14 ] |
| 3º        | Falcão de Ouro                  | 192    | [ 14 ] |

## 2014
Não ocorreu desfile.

## 2015
Não ocorreu desfile.

## 2017
Não ocorreu desfile.